# Бисерка Рачева
Бисерка Рачева е българска филоложка, литературна критичка, есеистка и преводачка.

## Биография
Родена е през 1954 г. в Шумен. Завършва немска филология в Софийския университет с втора специалност български език и литература през 1977. От 1982 г. е доктор на филологическите науки с дисертация върху преводната литература от немски език в България между двете световни войни. През 1983 – 1991 г. е научен сътрудник в Института за литература при БАН. Стипендиант на фондация „Александър фон Хумболт“ (1991 – 1993) и ръководител на семинар върху творчеството на Райнер Мария Рилке в университета в Кьолн. От 1994 г. живее в Германия. Работи като редактор в „Дойче веле“, Бон.

## Творчески профил
Бисерка Рачева публикува от 1979 г. Публикациите ѝ са в областта на литературната рецепция, историята на превода, историята и критиката на немската литература. Сътрудничи на различни издания по теми, свързани със съвременната западна литература, популярната развлекателна култура и електронните медии. Автор е на книгите:
- „Литературен избор и художествено усвояване“ (1992)
- „Литературни пространства“ (2003)
- „Отпечатъци“ (2010)
- „Изчезващи сфери“ (2015)

Превежда художествени и научно-публицистични текстове на Георг Бюхнер, Райнер Мария Рилке, Валтер Бенямин, Бела Балаж.
Носител е на Годишната награда за художествен превод на Съюза на преводачите в България за 1992 г.

### Литературознание
- Литературен избор и художествено усвояване. Университетско издателство „Св. Климент Охридски“. С., 1992
- ((de)) „Was weih’ ich dir?“: Zu Rilkes Schimmel-Sonett und zur Bedeutung des Russischen für seine dichterische Entwicklung“, Jahrbuch der deutschen Schillergesellschaft, XXXVIII: Stuttgart, Alfred Kröner Verlag, 1994
- „Вечното недоволство“: идеята за чуждото и своето в двете антологии на Пенчо Славейков“, сп. Литературна мисъл, бр. 9, 1991
- „Водач на човешката душа“ или „сантиментален естет“. Особености в ранната рецепция на Херман Хесе в България“, Литература, общество, идеи. БАН, С., 1986
- „Приемственост и обновяване. Проблеми на рецепцията при Пенчо Славейков и Гео Милев“, Българо-немски литературни и културни взаимоотношения през XVIII и XIX век. БАН, С., 1985
- „Концепцията за човека в драматургията на Георг Бюхнер“, сп. Литературна мисъл, бр. 8, 1980

### Есеистика
- Литературни пространства. София: Дойче веле, Българска редакция, 2003 ISBN 954-90638-3-7; ЕИ Литернет, второ издание. Варна, 2007 ISBN 978-954-304-284-5
- Отпечатъци. Есета, отзиви, критични бележки. Силуети. Варна, 2010 ISBN 978-954-8773-03-4
- Изчезващи сфери. ЕИ Литернет. Варна, 2015 ISBN 978-954-304-404-7
- Духът след бутилката. ЕС Литернет, 25. 12. 2011, N:12 (145)

### Преводи
- Георг Бюхнер, Пиеси. Смъртта на Дантон, Леонс и Лена, Войцек. Народна култура, С., 1984 (съвместно с Димитър Гочев)
- Райнер Мария Рилке, Мелодията на нещата. Народна култура, С., 1993 ISBN 954-04-0038-4
- Иван Гол, Поезия. Сънно биле, Морга, Път по земята и др.. ЕС Литернет. Варна, 2007, 20. 05. – 21. 07., 5, 6, 7 (90, 91, 92)
- Бела Балаж, Избрани произведения, Наука и изкуство, С., 1988
- Дьорд Лукач, Литературни портрети, Народна култура, С., 1988
- Валтер Бенямин, Художествена мисъл и културно самосъзнание. Народна култура, С., 1989